# ماكس بروخ
ماكس بروخ
(بالإنجليزية Max Bruch)
(و. 6 يناير 1838 – ت. 2 أكتوبر 1920)
مؤلف موسيقي ألماني نتذكره أساسا لأول كونشرتو للكمان من ثلاثة كونشرتات (رقم 1 في مقام صول صغير مصنف رقم 26)، و«الفانتازيا الاسكتلندية» للكمان والأوركسترا وعمل Kol Nidrei مصنف رقم 47 هو تلحين للحن عبري للتشيللو والأوركسترا. كان بروخ مدرس معروف وكتب أيضا ثلاث سيمفونيات وأوبراتين وعدة أعمال كورالية ولموسيقى الحجرة. كانت موسيقاه تقليدية وسليمة فنيا. من بين طلابه فون وليامز ورسبيجي.

## حياته
أن ماكس بروخ معروف أساسا لعمل واحد فقط وهو كونشرتو الكمان رقم 1، هو شيء ظالم ومضلل معا. أحد أكثر المؤلفين الألمان البارزين في القرن التاسع عشر، أنتج بروخ كما كبيرا من الموسيقى المنغمة لكن طابعه الفطري المحافظ يعني أنه قبل نهاية القرن كان لا يواكب ابتكارات مالر وماكس ريجر وريتشارد شتراوس – الذي كره موسيقاهم كلهم – ناهيك عن التجارب الأكثر راديكالية لشونبرج.
كان مشوار بروخ الفني مثل الموكب حيث فاز في المسابقات ودرس مع شخصيات محترمة بالأخص فرديناند هيلر، وألف للمسرح وقاعة الحفلات والكنيسة وقبل العديد من المناصب المحتمرة. كان في أوائل العشرينات حين حقق نجاحه الأول الكبير كمؤلف بعمل Frithjof وهو عمل كورالي يعتمد على ملحمة نرويجية قديمة. العديد من النجاحات الكورالية الأخرى ثبتت سمعته وأثبتت وضعه كخليفة طبيعي لمندلسون في مجال أعمال الأوراتوريو العظيمة. في عام 1867 تعين مديرا لأوركسترا البلاط في إمارة شفارتسبورغ سوندرسهاوزن لكن قرر أن يصير موسيقي حر بعد ثلاثة أعوام (تقدم برامز وقتها للوظيفة الشاغرة). كان في ليفربول من 1880-83 كمدير موسيقي لجمعية ليفربول الفيلهارمونية وهناك كتب «الفانتازيا الأسكتلندية» و«كل النذور» – أشهر أعماله بعد كونشرتو الكمان الأول. أخيرا في 1891 صار أستاذا في أكاديمية برلين حيث درس التأليف الموسيقي حتى 1910.
مثل فيتزنر الذي أعد في عام 1916 لإحياء أوبرا بروخ «صخرة اللوريلي» ابتعد عن الجو الأكاديمي حيث الف الموسيقى المصممة في البداية لتهدئة المؤسسات التي دعمته وثانيا ليرفه عن الجمهور في أقل طريقة متطلبة. افتقر لعبقرية معاصره العظيم برامز الذي كانت علاقته به شائكة لكن أحيانا ارتبط مع في معارضة «المدرسة الألمانية الجديدة» لفاجنر وليست. كان متواضعا فعرف انه يملك موهبة أقل وتوقع انه «بعد خمسين عاما من الآن سيظهر برامز كواحد من أعظم مؤلفي الموسيقى في كل عصر، في حين سيتذكرني الجمهور لأنني كتبت كونشرتو الكمان الأول في مقام صول صغير».

## موسيقاه

### السيمفونية رقم 3
يدين الأسلوب السيمفوني لبروخ كثيرا لمندلسون وشومان. وحتى أكثر لبرامز، الذي يكون أثره واضحا في السيمفونية رقم 3 – الأخيرة والأفضل من سيمفونياته – التي كتبها عام 1883، خلال رحلته إلى ليفربول لكنه راجعها لاحقا. بروخ في الواقع موزع أوركسترالي أكثر تلونا من برامز، لكن إدراكه بالشكل أقل ضمانا، والسيمفونية تملك طابعا متسلسلا نوعا ما بها. مع قول هذا، العمل مؤثر يغلب عليه شعور قوي بالحنين (بروخ أسماه «عمل عن الحياة، عن السعادة») خاصة في الاجتياح العظيم للحركة البطيئة. أكثر حركة آخاذة هي الخاتمة، التي يملك لحنها الافتتاحي المجيد أكثر من إشارة للأغنية الشعبية الإنجليزية بها.

### كونشرتو الكمان رقم 1
رغم أن نجاحه حدث في الحال بشكل خاص، استغرق كونشرتو الكمان رقم 1 من بروخ أربع سنوات في كتابته وقدر كبير من الجهد لكتابته. المشورة الفنية جاءته من عازف الكمان جوزيف يواكيم، الذي كان مشجع له كثيرا، والمايسترو هيرمان ليفي، الذي لم يكن كذلك – لم يشجع العمل لعيوبه الشكلية. أكثر الأفكار الأصلية لبروخ كانت كتابة الحركة الأولى كمقدمة مستقل بالكامل. تبدأ بسلسلة تحاور هادئ بين الأوركسترا والعازف الصولو، الكمان سلسة في البداية ثم أكثر ثقة في لحنها الأساسية، الذي يذكر فوق خلفية أوركسترالية متوترة للتمباني وارتعاش الوتريات. إنها حركة افتتاحية مبهجة، تتراوح ما بين الصفة الأكثر عذوبة واسترخاء للحن الثاني للكمان وتوتر متكرر يولده الفاصل الثالث الصغير وموتيف إيقاعي قلق طويل. لحظة هدوء تصل إلى الأداجيو، حيث يظهر أثر مندلسون بوضوح في عاطفة مكبوتة لكن قوية للحن الأساسي. مثل برامز، بعد عشر سنوات، يختتم بروخ الكونشترو بأليجرو حيوي بالأسلوب المجري، ربما إشارة إلى يواكيم المجري المولد، وهو الذي أهدى له العمل وكان أول عازف له.

### الفانتازيا الأسكتلندية
العمل الوحيد لبروخ الذي يقترب من الكونشرتو الأول في الشعبية هو الفانتازيا الأسكتلندية، التي كتبها في ليفربول عام 1880 للعازف البارع الأسباني بابلو دو سرازات. حتما مستلهم من كتابات سيد والتر سكوت، المقطوعة المكونة من أربع حركات تقتبس عددا من الأغاني الشعبية الأسكتلندية وتدون للكمان والأوركسترا، مع جزء الهارب الأساسي يمنحها شعورا غنائيا. طابعها الأسكتلندي صادق مثل «العمداء» لكنها ممتعة للغاية إذا استلمت لسحرها – افتتاحية موكبية حزينة، منها يظهر خط الكمان المتأرجح، يستحضر نوعا من مناخ الأيام الضبابية قبل أن يعزف عازف الكمان الصولو نسخة مؤثرة من أغنية «روبي موريس العجوز». يليها رقصة حيوية فوق ضجيج أوركسترالي بأسلوب القرب، حركة بطيئة محكمة نسبيان وخاتمة مثيرة مع بعض الكتابة الأكروباتية الرائعة لعازف الصولو.

### كل النذور
يمكن لبروخ رؤية لحن جيد إضافة إلى كتابة واحد وحين خضع عام 1881 أخيرا إلى واحد من عدة طلبات لكتابة عمل للتشيللو، أخذ كنقطة بداية اللحن اليهودي الحزين – «كل النذور»، المرتل تقليديا عشية يوم التكفير عن الذنب. براعة بروخ كان في تقسيم النغمة، حيث تظهر أول مرة في جزء الصولو، إلى مجموعات من ثلاث نغمات مع سكتة بين كل مجموعة. النتيجة في أيدي عازف بارع، تقترح فكرة صوت مليئ بالعاطفة المجبرة على سحب نفس بين كل جملة قصيرة. مثل «الفانتازيا الإسكتلندية»، العمل متسلسل «ثمة نغمة مقترضة أخرى ابكي من أجل هؤلاء» لكن في «كل النذور» كل قسم يبدو يتطور من القسم السابق، مما يجعله عمل أكثر توحدا. لم يكن بروخ، كما تعتقد عامة، يهودي لكنه كان مدرك بشكل أمثل بجاذبية «كل النذور» لليهود. عرض أول مرة في ليفربول عام 1882 وأهداه إلى روبرت هاوزمان الذي عرضه.

## وصلات خارجية
- ماكس بروخ على موقع IMDb (الإنجليزية)
- ماكس بروخ على موقع الموسوعة البريطانية (الإنجليزية)
- ماكس بروخ على موقع ألو سيني (الفرنسية)
- ماكس بروخ على موقع ميوزك برينز (الإنجليزية)
- ماكس بروخ على موقع أول موفي (الإنجليزية)
- ماكس بروخ على موقع قاعدة بيانات برودواي على الإنترنت (الإنجليزية)
- ماكس بروخ على موقع قاعدة بيانات الأفلام السويدية (السويدية)
- ماكس بروخ على موقع إن إن دي بي (الإنجليزية)
- ماكس بروخ على موقع أول ميوزيك (الإنجليزية)
- ماكس بروخ على موقع ديسكوغز (الإنجليزية)

1. ↑  MusicBrainz (بالإنجليزية), MetaBrainz Foundation, QID:Q14005
2. ↑  The Facts on File Dictionary of Music, Christine Ammer 2004
3. 1 2 3 4 5  The Rough Guide to Classical Music